# Amselia leucozonellus
Amselia leucozonellus là một loài bướm đêm trong họ Crambidae.